# 瓦戈努帕尔克斯站
瓦戈努帕尔克斯站是里加-陶格夫匹尔斯铁路线上的一个火车站，位于拉脱维亚首都里加市的市郊。